# Oranjegekte

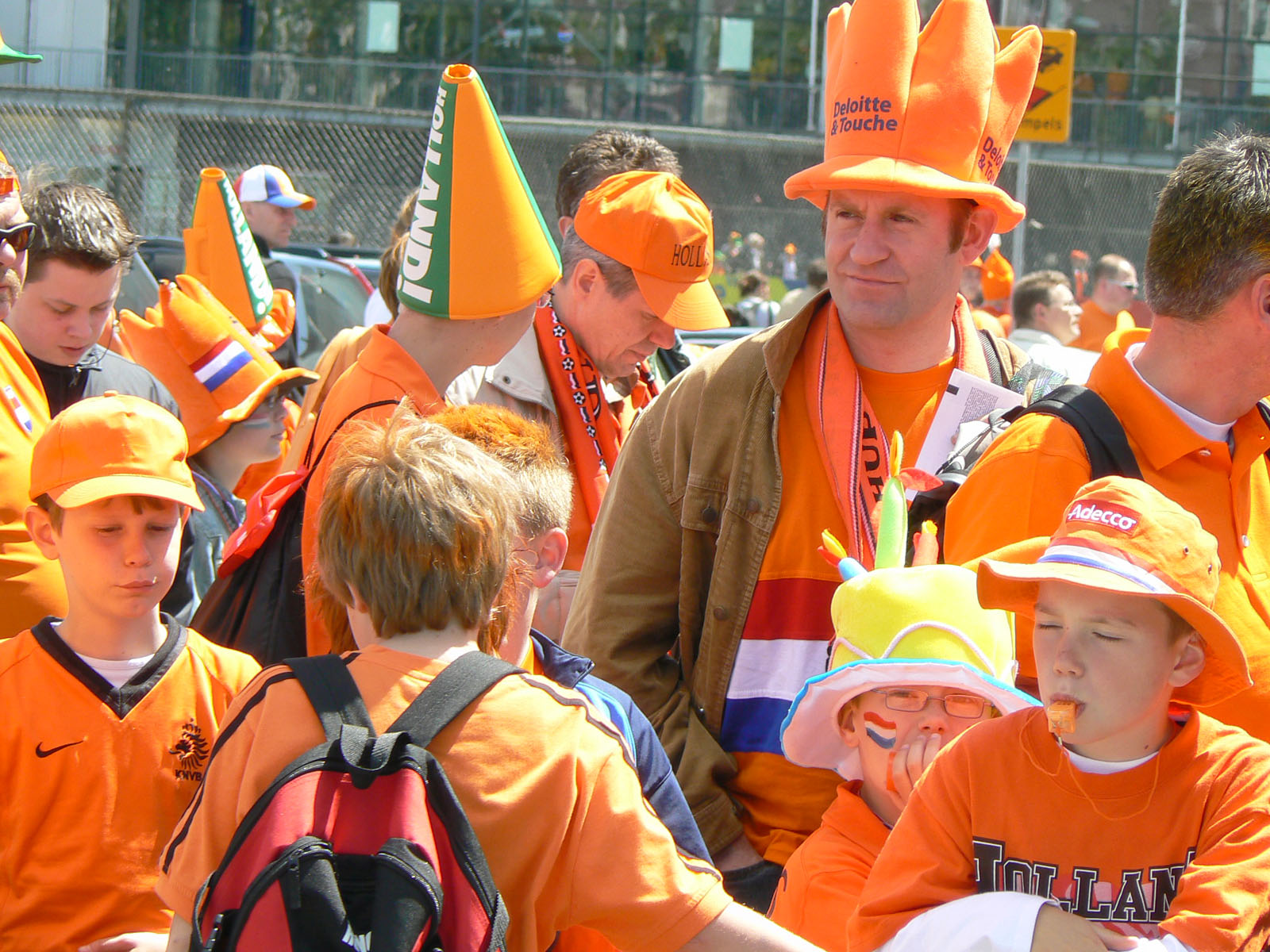
Personas neerlandesas vestidas de naranja antes del partido de fútbol entre Países Bajos-Australia.

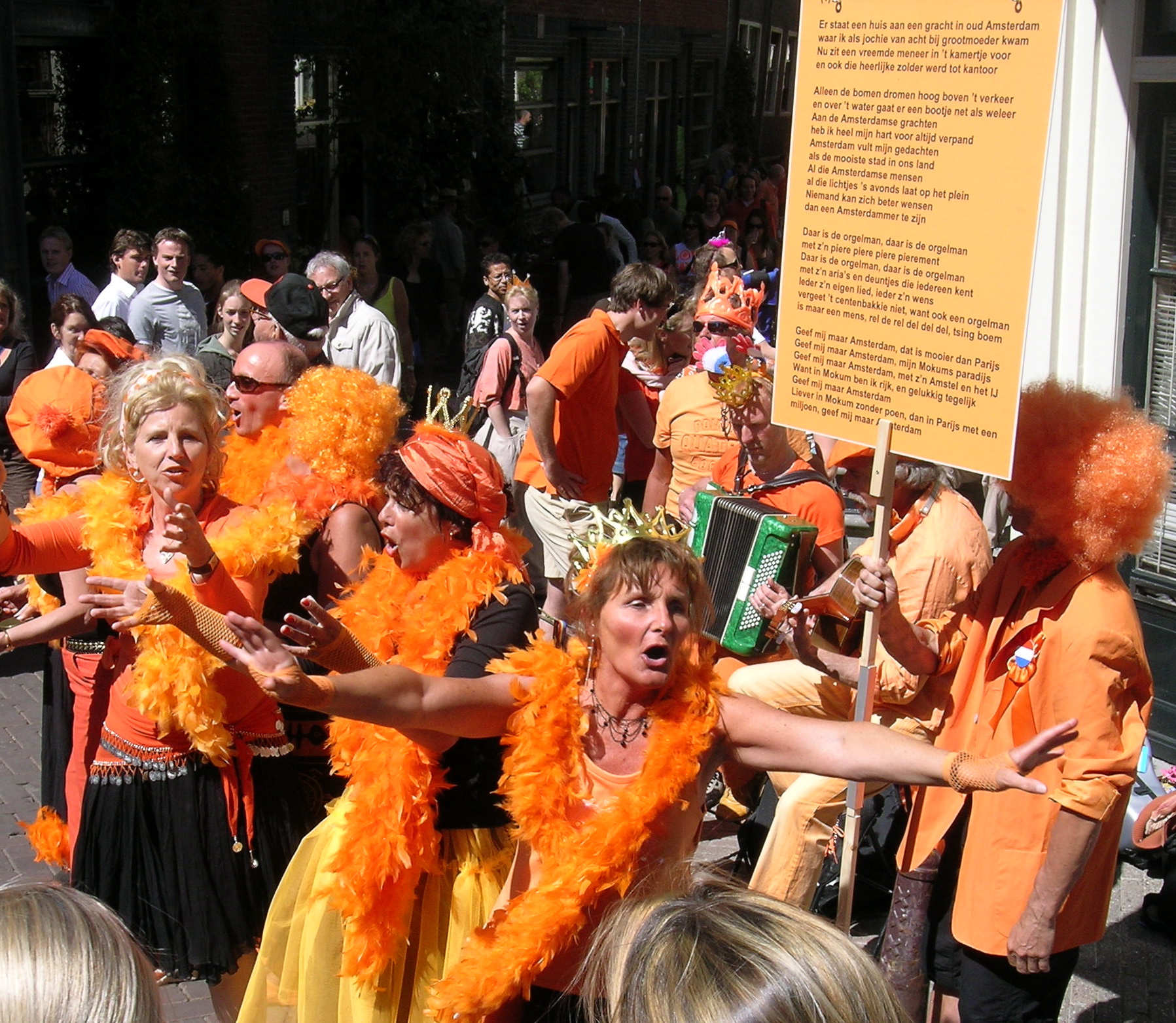
Mujeres vestidas de naranja durante el Día de la Reina en los Países Bajos.

Oranjegekte (locura naranja) u oranjekoorts (fiebre naranja) es un fenómeno en los Países Bajos que se produce durante el Día de la Reina, campeonatos internacionales de fútbol, y otros eventos deportivos internacionales importantes. El evento se manifiesta en el uso de ropa de color naranja, como camisetas (en su mayoría de fútbol), gorros y bufandas, pintarse el pelo de naranja y decorar habitaciones, casas y hasta calles enteras con objetos decorativos de naranja. 
El evento es de gran valor para el comercio de grandes ganancias que puede ser por la venta de productos anaranjados. Muchas compañías introducen ediciones especiales de color naranja en sus productos tradicionales. Los comerciales tienden a responder bien a este y, especialmente, durante el Campeonato Mundial, muchos anuncios hacen referencia al evento. 
Una gran cantidad de marcas también introducen golosinas especiales durante estos eventos. Sobre todo las marcas de cerveza y los supermercados. Ejemplos de estos productos son los sombreros de Heineken y Wuppies Albert Heijn, Welpies y Beesies. 
Muchos artistas producen canciones especiales todas las veces en que los campeonatos europeos y mundiales se refieren a la Selección de fútbol de los Países Bajos, que es a menudo llamada la Naranja. La mayoría de estas canciones no tienen ningún significado particular más que alentar al equipo o las festividades. 
El naranja es el color simbólico de la familia real neerlandesa, la Casa de Orange-Nassau.
- Datos: Q1631879
- Multimedia: Oranje-supporters / Q1631879